# دار القاضي (بعدان)

تعديل مصدري - تعديل

دار القاضي هي إحدى قرى عزلة العذارب بمديرية بعدان التابعة لمحافظة إب، بلغ تعداد سكانها 117 نسمة حسب تعداد اليمن لعام 2004.